# Danshui
Danshui (chiń. upr. 淡水区; chiń. trad. 淡水區; pinyin Dànshuǐ qū; Wade-Giles Tan-shui ch’ü; pe̍h-ōe-jī Tām-súi-khu) – dzielnica (chiń. 區, qū) miasta wydzielonego Nowe Tajpej na Tajwanie, u ujścia rzeki Danshui He do wód Cieśniny Tajwańskiej. Znajduje się w północnej części miasta.
23 czerwca 2009 komitet przy Ministrze Spraw Wewnętrznych Republiki Chińskiej zarekomendował przekształcenie dotychczasowego powiatu Tajpej (chiń. trad. 臺北縣; pinyin Taibei xiàn) w miasto wydzielone; wszystkie gminy miejskie (chiń. 鎮, zhèn), jak Danshui, miasta i gminy wiejskie wchodzące w skład powiatu zostały przekształcone w dzielnice (chiń. 區, qū). Ustawa weszła w życie 25 grudnia 2010 roku.
Populacja dzielnicy Danshui w 2016 roku liczyła 165 765 mieszkańców – 86 078 kobiet i 79 687 mężczyzn. Liczba gospodarstw domowych wynosiła 72 432, co oznacza, że w jednym gospodarstwie zamieszkiwało średnio 2,29 osób.

## Historia
Danshui było pierwszą osadą portową w północnym Tajwanie. W latach 20. XVII wieku obszar ten zajęli Hiszpanie, jednak w 1642 roku wypędzili ich Holendrzy, których z kolei wyrzucił Zheng Chenggong w 1662 roku, przejmując na krótki okres władzę na Tajwanie. W 1683 roku osada wraz z całą wyspą przeszła pod kontrolę Chin.
Na początku XVIII wieku Danshui rozpoczęło handel z interiorem oraz miastami Fuzhou i Quanzhou w prowincji Fujian na kontynencie. W 1860 roku otwarto port dla handlu zagranicznego. Przez kilka kolejnych lat Danshui było centrum handlu herbatą i rozwijającego się przemysłu herbacianego.
W czasie wojny chińsko-francuskiej (1884–85) Danshui zostało zajęte przez Francuzów. Po wojnie utworzono nowe połączenia morskie z Szanghajem, Hongkongiem i Singapurem, co przyczyniło się do rozwoju miasta. Po drugiej wojnie chińsko-japońskiej (1937–45) znaczenie portu zmalało ze względu na zwiększające się zamulenie ujścia rzeki Danshui He.

## Demografia (2010–2016)
| Rok  | Liczba ludności | Gęstość zaludnienia | Kobiety | Mężczyźni | Gospodarstwa domowe |
| ---- | --------------- | ------------------- | ------- | --------- | ------------------- |
| 2010 | 176 077         | 5314                | 87 313  | 88 764    | 59 705              |
| 2011 | 146 756         | 2077                | 75 564  | 71 192    | 59 866              |
| 2012 | 150 687         | 2132                | 77 755  | 72 932    | 62 655              |
| 2013 | 155 241         | 2197                | 80 298  | 74 943    | 65 495              |
| 2014 | 158 953         | 2249                | 82 339  | 76 614    | 68 253              |
| 2015 | 162 221         | 2295                | 84 188  | 78 033    | 70 294              |
| 2016 | 165 765         | 2346                | 86 078  | 79 687    | 72 432              |